# Авен-сюр-Эльп (кантон)
Авен-сюр-Эльп (фр. Avesnes-sur-Helpe ) — кантон во Франции, находится в регионе О-де-Франс, департамент Нор, округ Авен-сюр-Эльп.

## История
Кантон образован в результате реформы 2015 года. В его состав вошли отдельные коммуны упраздненных кантонов Авен-сюр-Эльп-Нор, Авен-сюр-Эльп-Сюд, Кенуа-Уэст, Кенуа-Эст, Ландреси и Отмон.

## Состав кантона
В состав кантона входят коммуны (население по данным Национального института статистики за 2017 г.):
- Авен-сюр-Эльп (4 495 чел.)
- Англефонтен (1 304 чел.)
- Бодиньи (564 чел.)
- Борепер-сюр-Самбр (260 чел.)
- Бофор (1 000 чел.)
- Бузи (1 738 чел.)
- Булонь-сюр-Эльп (339 чел.)
- Вендежи-о-Буа (487 чел.)
- Виллер-Поль (1 276 чел.)
- Гиссини (520 чел.)
- Гран-Феи (505 чел.)
- Домпьер-сюр-Эльп (860 чел.)
- Дурле (569 чел.)
- Жолимец (867 чел.)
- Картини (1 253 чел.)
- Круа-Калюйо (257 чел.)
- Ландреси (3 483 чел.)
- Ларуи (252 чел.)
- Ле-Кенуа (4 934 чел.)
- Ле-Фавриль (511 чел.)
- Лимон-Фонтен (563 чел.)
- Локиньоль (374 чел.)
- Лувини-Кенуа (933 чел.)
- Марбе (482 чел.)
- Мареш (820 чел.)
- Маруаль (1 403 чел.)
- Невиль-ан-Авенуа (304 чел.)
- О-Льё (391 чел.)
- Орсенваль (548 чел.)
- Отмон (14 574 чел.)
- Пети-Феи (309 чел.)
- Потель (395 чел.)
- Пре-о-Буа (844 чел.)
- Приш (1 081 чел.)
- Пуа-дю-Нор (2 203 чел.)
- Роберсар (184 чел.)
- Рокур-о-Буа (173 чел.)
- Рюен (450 чел.)
- Салеш (303 чел.)
- Семери (663 чел.)
- Семузи (243 чел.)
- Сен-Илер-сюр-Эльп (823 чел.)
- Сен-Реми-дю-Нор (1 115 чел.)
- Сент-Обен (363 чел.)
- Теньер-ан-Тьераш (466 чел.)
- Флуайон (532 чел.)
- Флурси (128 чел.)
- Фонтен-о-Буа (682 чел.)
- Форе-ан-Камбрези (565 чел.)
- Эк (360 чел.)
- Эклеб (292 чел.)
- Этрёэнг (1 319 чел.)

## Политика
На президентских выборах 2022 г. жители кантона отдали в 1-м туре  Марин Ле Пен 38,1 % голосов против 22,9 % у Эмманюэля Макрона и 16,3 % у Жана-Люка Меланшона; во 2-м туре в кантоне победила Ле Пен, получившая 56,8 % голосов. (2017 год. 1 тур: Марин Ле Пен – 35,1 %, Жан-Люк Меланшон – 17,7 %, Франсуа Фийон – 17,5 %, Эмманюэль Макрон – 15,9 %; 2 тур: Ле Пен – 54,4 %).
С 2021 года кантон в Совете департамента Нор представляют вице-мэр города Отмон Од ван Кованберг (Aude Van Cauwenberge) (Разные правые) и мэр города Авен-сюр-Эльп Себастьен Сеген (Sébastien Seguin) (Разные центристы).
|                | Кандидаты                         | Партия                   | Первый тур | Первый тур     | Второй тур | Второй тур |
| Кол-во голосов | Кандидаты                         | Партия                   | % голосов  | Кол-во голосов | % голосов  |            |
| -------------- | --------------------------------- | ------------------------ | ---------- | -------------- | ---------- | ---------- |
|                | Од ван Кованберг Себастьен Сеген  | Разные правые            | 3 540      | 28,24          | 8 318      | 65,23      |
|                | Сандра Деланнуа Жюльен Франке     | Национальное объединение | 3 493      | 27,86          | 4 434      | 34,77      |
|                | Жоэль Вильмот Мари-Анник Дезиттер | Правый блок              | 3 025      | 24,13          |            |            |
|                | Эрван Жакмар Элизабет Сен-Гийи    | Левый блок – Зелёные     | 2 478      | 19,77          |            |            |

|                | Кандидаты                         | Партия                  | Первый тур | Первый тур     | Второй тур | Второй тур |
| Кол-во голосов | Кандидаты                         | Партия                  | % голосов  | Кол-во голосов | % голосов  |            |
| -------------- | --------------------------------- | ----------------------- | ---------- | -------------- | ---------- | ---------- |
|                | Жоэль Вильмот Мари-Анник Дезиттер | Правый блок             | 6 661      | 35,32          | 10 913     | 60,75      |
|                | Оливье Божан Сабрина Верно        | Национальный фронт      | 6 215      | 32,96          | 7 050      | 39,25      |
|                | Жан-Жак Ансо Анн-Мари Руаяль      | Социалистическая партия | 3 343      | 17,73          |            |            |
|                | Мари-Жозе Бюрльон Жером Кольпен   | Левый фронт             | 1 914      | 10,15          |            |            |
|                | Анник Амфу Людовик Люсьез         | Вставай, Франция        | 725        | 3,84           |            |            |